# Congrosoma evermanni
Congrosoma evermanni – słabo poznany gatunek morskiej ryby węgorzokształtnej z rodziny kongerowatych (Congridae). Reprezentuje monotypowy rodzaj Congrosoma. Został opisany naukowo przez Samuela Garmana w 1899. Występuje w Oceanie Spokojnym w pobliżu Panamy, notowany na głębokości około 300 m p.p.m. Dorosłe osobniki tego gatunku osiągają maksymalnie 30 cm długości całkowitej (TL). 
Według stanu ze stycznia 2019 gatunek ten nie figuruje w Czerwonej księdze gatunków zagrożonych Międzynarodowej Unii Ochrony Przyrody (IUCN).